# ホーカン・アウストボ
ホーカン・アウストボ（Håkon Austbø, 1948年10月22日 コングスベルグ - ）はノルウェーのピアニスト。現在はアムステルダム音楽院教授を務める。

## 経歴
1971年にオリヴィエ・メシアン国際現代音楽コンクールで優勝し、ジュリアード音楽院やミュンヘン高等音楽学校に留学して研鑽を積んだ。
ヨハネス・ブラームス、エドヴァルド・グリーグ、レオシュ・ヤナーチェク、エリック・サティ、クロード・ドビュッシー、アレクサンドル・スクリャービンの主要なピアノ曲を体系的に録音していることで名高い。スクリャービンの「色光ピアノ（クラヴィエ・ア・リュミエール）」を実現させるプロジェクトを組織し、監督している。